# Narau jezik
Narau jezik (ISO 639-3: nxu), danas u novije vrijeme (2006) možda nestali jezik, kojim je prema nekim informacijama govorilo 85 ljudi (2000 S. Wurm) u području Jayapure uz rijeku Idenburg na indonezijskom dijelu Nove Gvineje (Irian Jaya).
Narau je jedan od tri jezika koji pripada užoj skupini kaure jezika

## Vanjske poveznice
- Ethnologue (14th)
- Ethnologue (15th)